# Aloys Schreiber

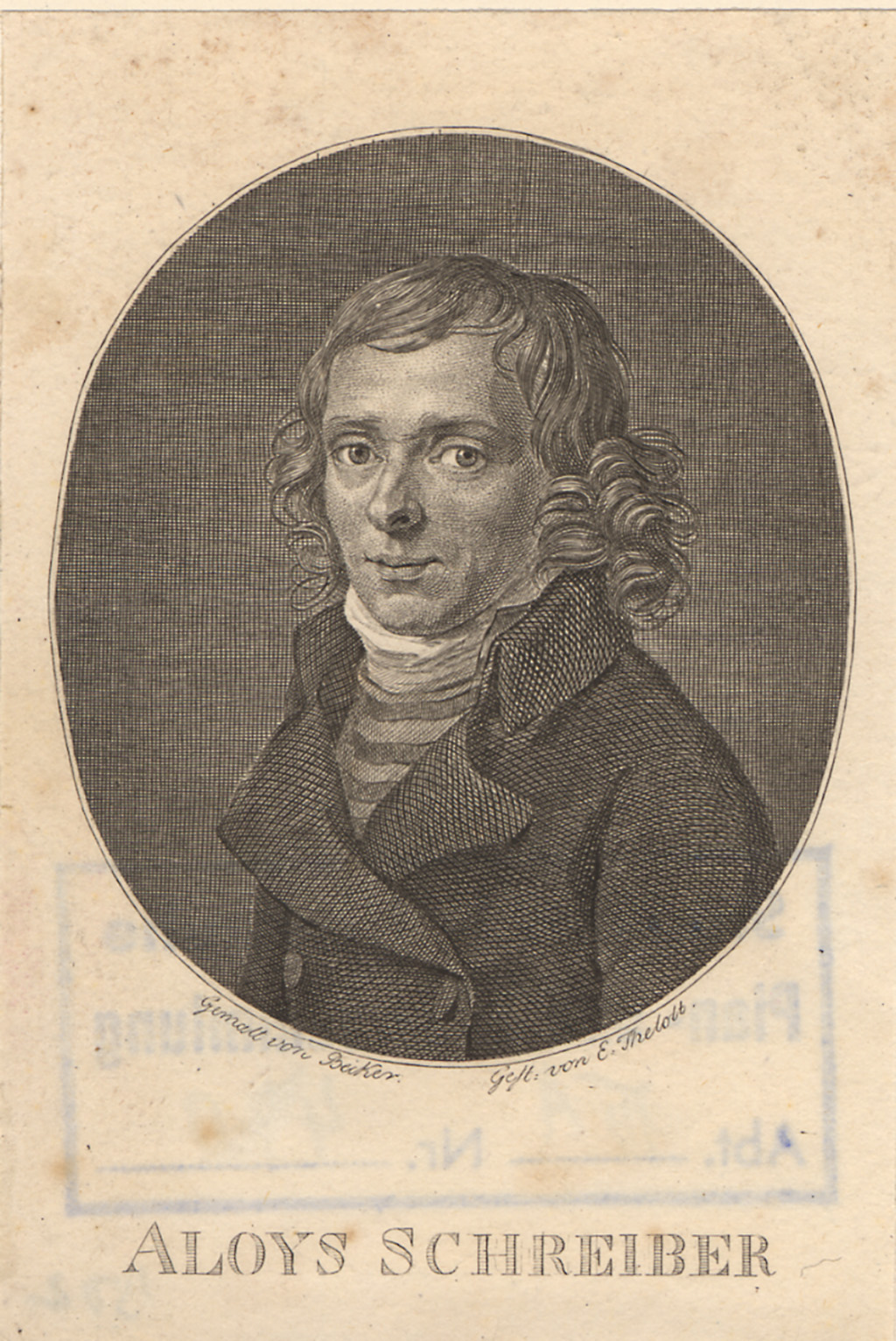
Aloys Wilhelm Schreiber (Stadtarchiv & Historische Museen Karlsruhe, Signatur 8/PBS oIII 686)

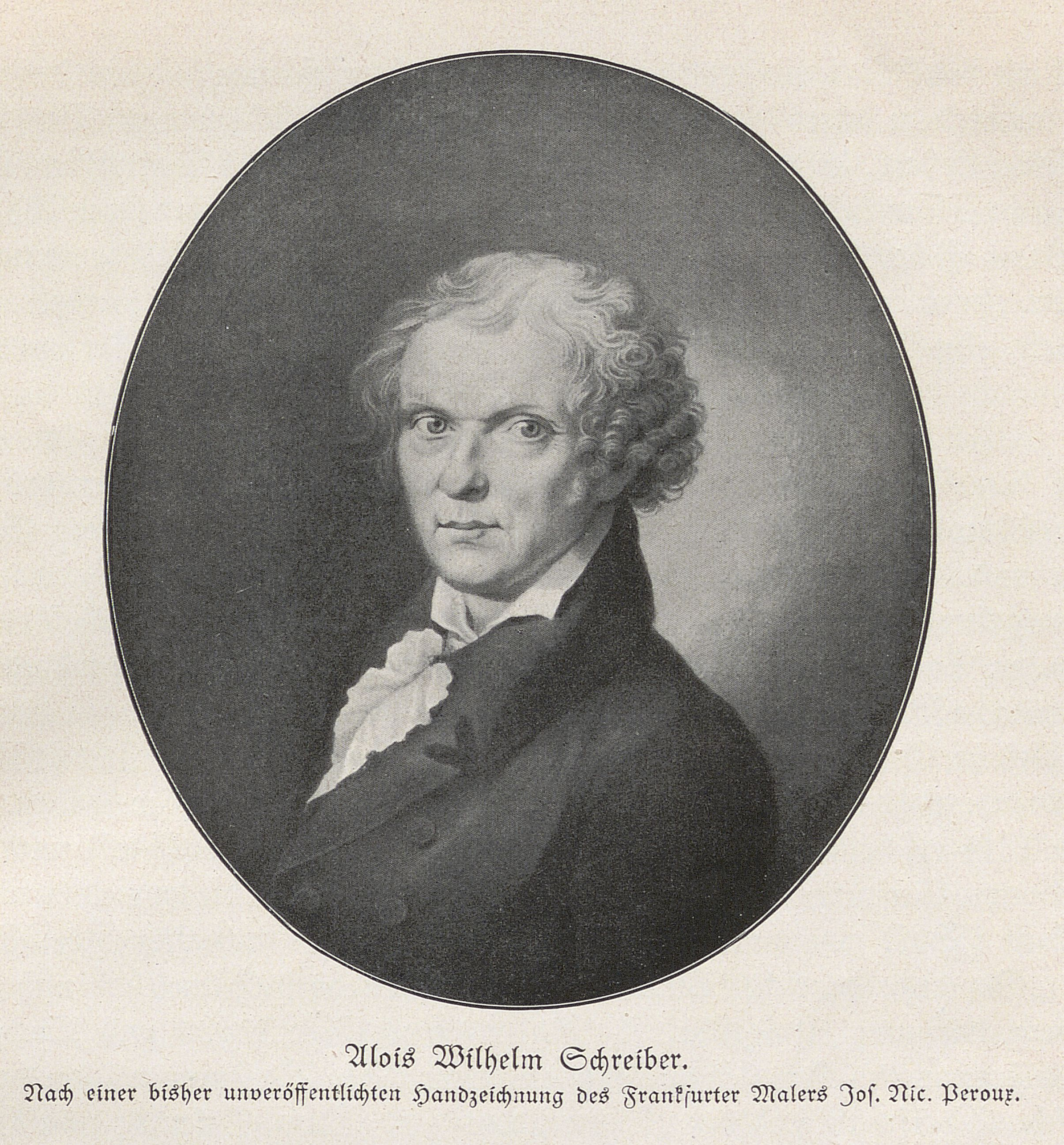
Alois Wilhelm Schneider - nach einer Handzeichnung von Joseph Nicolaus Peroux

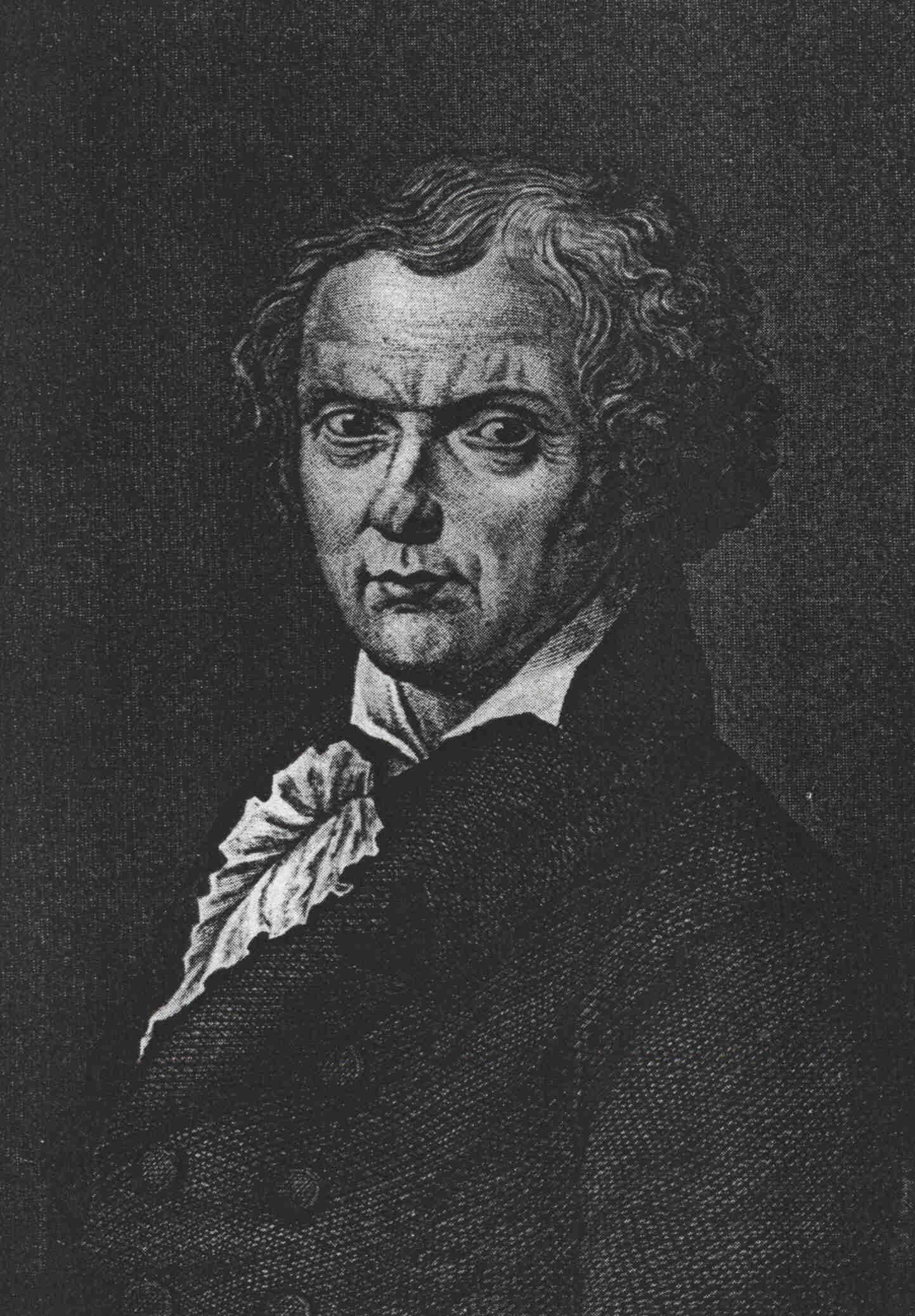
Aloys Schreiber

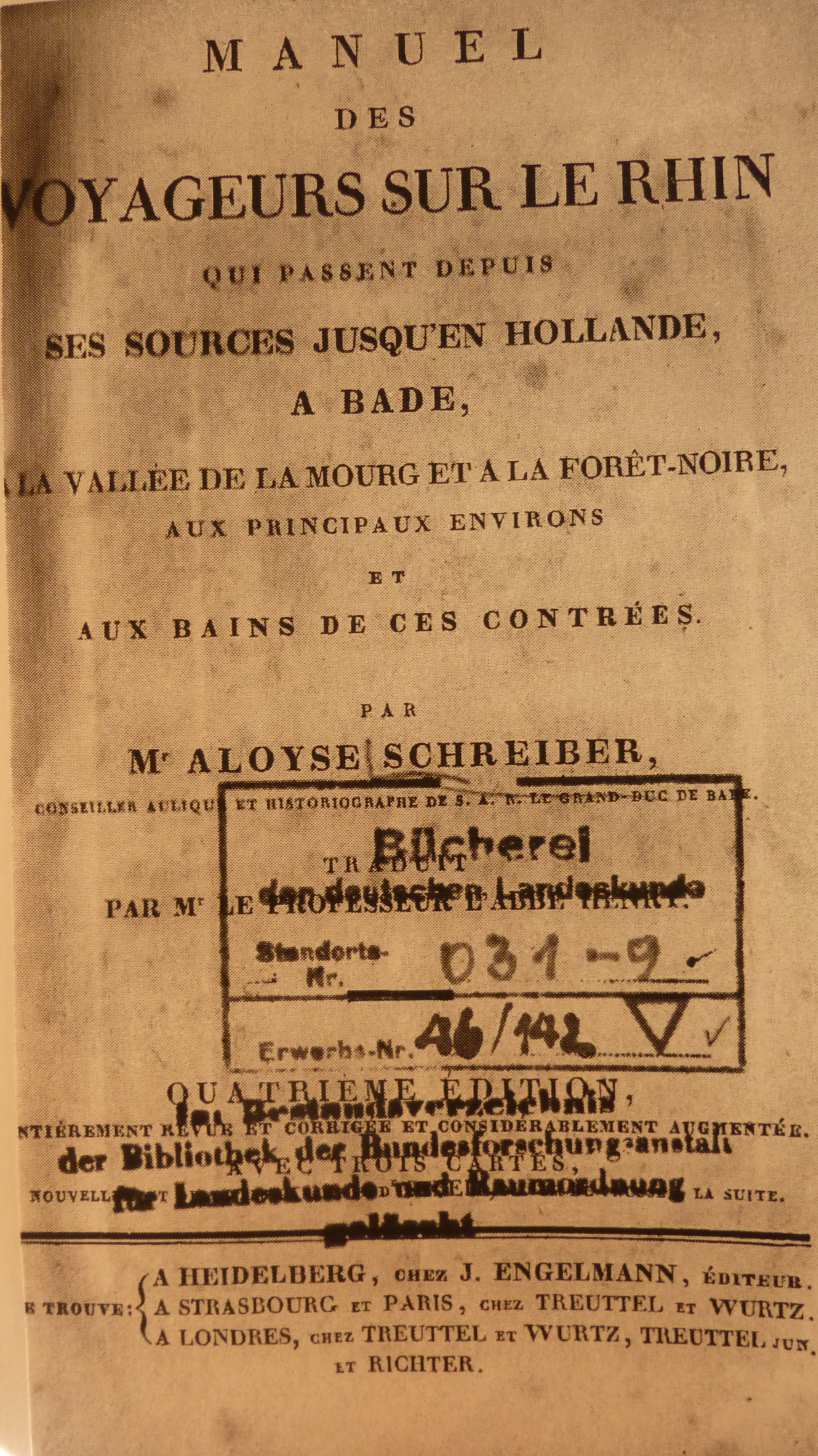
Titelblatt des Reiseführes Voyageurs sur Le Rhin 1807

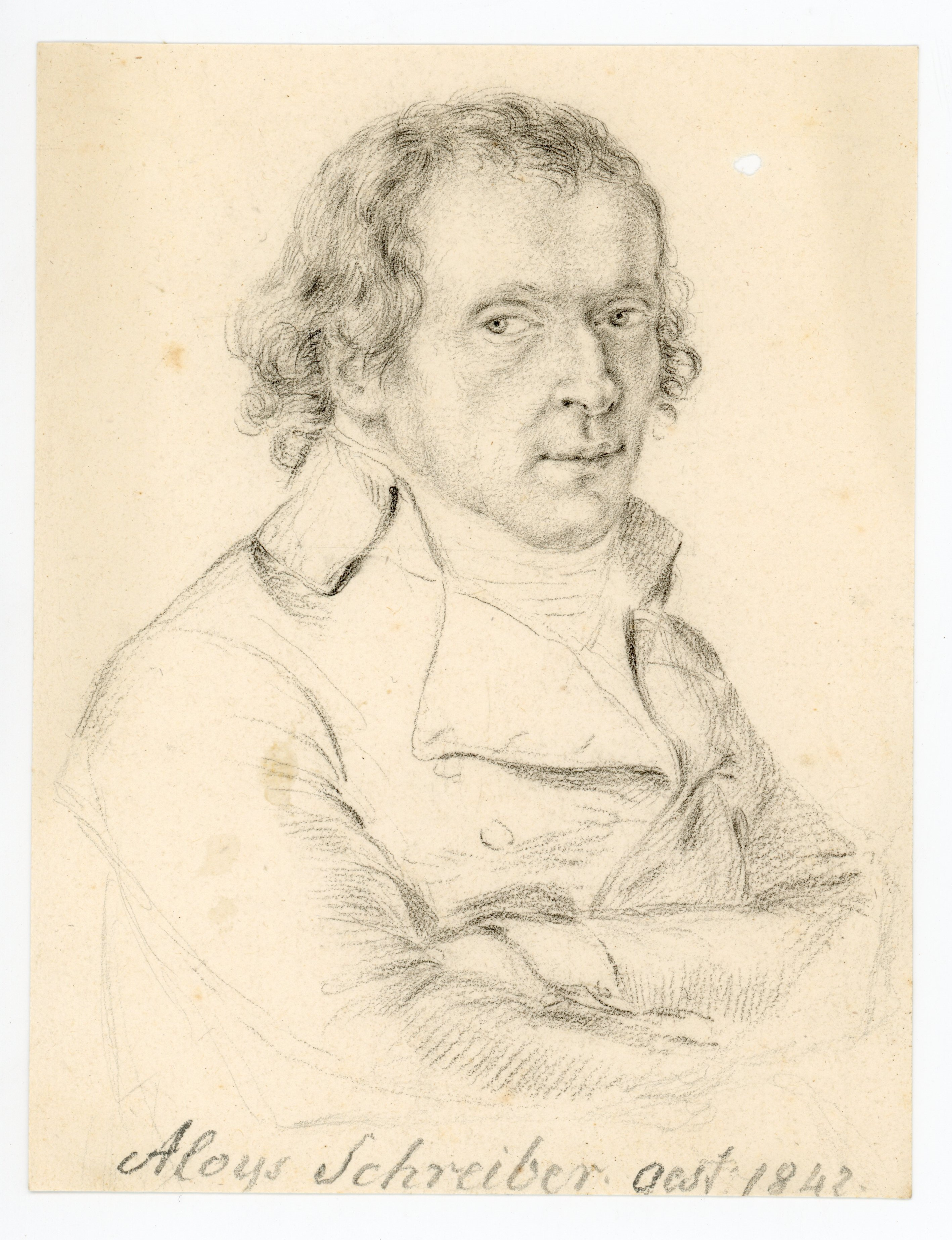
Aloys Schreiber

Aloys Wilhelm Schreiber (* 12. Oktober 1761 in Bühl; † 21. Oktober 1841 in Oos (Baden-Baden)) war Lehrer und Professor der Ästhetik, Hofhistoriker, Schriftsteller und Reisebuchautor.

## Leben
Schreiber wurde am 12. Oktober 1761 in Bühl geboren (getauft am gleichen Tag in der Pfarrei Kappelwindeck). Sein Vater Ignaz Schreiber war Kaufmann und Zunftmeister der örtlichen Krämerzunft. Seine Mutter war Maria Katharina Seuther. Schreiber war der älteste Sohn von neun Kindern. In seiner Kindheit besuchte Schreiber das Gymnasium in Baden-Baden. Ab 1781 studierte Schreiber an der Universität Freiburg auf Wunsch seiner Eltern Theologie. 1784 nahm er eine Lehrtätigkeit als Professor für Ästhetik an seinem früheren Gymnasium an, 1788 gab er diese aber auf und wurde Hofmeister und Hauslehrer in der Familie des Grafen von Westphalen-Fürstenberg in Mainz, der zu dieser Zeit Kurmainzer Staatsminister war. Im Jahr 1790 reiste er mit dem jungen Grafen nach Straßburg und an die Ostsee. Im Sommer 1791 unternahm Aloys Schreiber ausgedehnte Reisen entlang des Rheins. Diese Erfahrungen verarbeitete er in zahlreichen Reiseberichten. 1801 übernahm Schreiber eine Lehrtätigkeit als Professor der klassischen Literatur am Lyzeum in Baden-Baden. Am 22. Januar 1804 bat er den Kurfürsten Karl Friedrich von Baden in einem Schreiben um den Lehrstuhl für Ästhetik an der Universität Heidelberg, den er bis 1813 innehatte. 1807 promovierte Schreiber zum Doktor der Philosophie. Zu dieser Zeit verband ihn eine Freundschaft mit Heinrich Voß, dem Sohn von Johann Heinrich Voß. 1809 folgte die Ernennung zum Dekan der philosophischen Fakultät in Heidelberg. Im Jahr 1813 wurde Schreiber Hofhistoriograph in Karlsruhe und kündigte damit seine Stelle in Heidelberg. Dort pflegte er intensive Freundschaften zu Friedrich Weinbrenner und Johann Peter Hebel. Am 16. September 1825 ging Schreiber in Pension, worauf er 1826 wieder nach Oos zurückging, wo er 1841 verstarb.

## Familie
Am 3. Februar 1787 fand die Heirat zwischen Schreiber und Maria Anna Joubert (1770–1852) in Oberöwisheim statt. Am 8. Februar 1788 wurde dort das erste Kind, Maria Anna Elisabeth, geboren. Insgesamt hatte Aloys Schreiber mit seiner Frau sechs Söhne (darunter der Mathematiker Guido Schreiber) und eine Tochter. Drei seiner Kinder verstarben bereits im Säuglingsalter.

## Werke
Zeit seines Lebens war Aloys Schreiber literarisch aktiv. Er war schriftstellerisch tätig, sammelte Lieder und publizierte Zeitschriften. Er versuchte sich in den verschiedensten Genres. Als Lyriker und Dramatiker konnte Schreiber nicht überzeugen, obwohl er als begabt und talentiert gilt, wenn auch nicht als Genie.
Sein breites Wissen konnte Schreiber gut in Sachbücher umsetzen. Er konnte die Themen anschaulich darstellen. Besonders erfolgreich waren die Reisebeschreibungen entlang des Rheins und dessen Umgebung. 1806 erschien das Buch Malerische Ansichten des Rheins von Mainz bis Düsseldorf, und ein Jahr später folgte die französische Übersetzung Voyage pittoresque sur le Rhin depuis Mayence jusqu'à Düsseldorf. Diese Bücher wurden gerne von Reisenden gelesen. Daher gelten diese Werke als ein Vorläufer der Reiseführer von Karl Baedeker mit kulturhistorischem Wert.
Weitere wichtige Werke bezogen sich auf die Geschichte Deutschlands und speziell Badens. Außerdem sammelte er Geschichten und Sagen und veröffentlichte sie.

### Zeitschriften
- Musarion,[3] Quartalschrift für Frauenzimmer (1789, nur ein Quartal)
- Tagebuch der Mainzer Schaubühne[4][5] (Nr. 1.1788 - 13.1788)
- Das rothe Blatt, (1793, nur 2 Ausgaben)
- Rastatter Congresskalender mit einem Plane von der Stadt Rastadt und einer Ansicht des Schlosses[6] (1798)
- Badische Wochenschrift zur Belehrung und Unterhaltung für alle Stände (1806–1808)
  - digitale Edition nur der Bände 1806-1807 bei der Bayerischen Staatsbibliothek München
- Heidelberger Taschenbuch,[7] (seit 1808)
- Cornelia : Taschenbuch für deutsche Frauen, Darmstadt : Lange 1.1816 - 8.1823; N.F. 1=9.1824 - 18=26.1841; 2.F. 1=27.1842 - 3=29.1844; 30.1845 - 58.1873[?][8] (im Jahre 1840 von Amalie Schoppe übernommen bis 1873)
- Schriftleiter des Rheinischen Hausfreunds (1816)
- Damen-Bibliothek : aus dem Gebiete der Unterhaltung und des Wissens, einheimischen und fremden Quellen entnommen ; Den Gebildeten des schönen Geschlechts gewidmet / Hrsg. von Hofrath Aloys Schreiber. Reihe 1. Heidelberg : Engelmann Nr. 1.1827 - 16.1828; damit Ersch. eingest.

### Bühne

#### Theater und Schauspiel
- Das Gespenst[9] Lustspiel in zwei Aufzügen (1789)
- Die Braut im Schleyer Lustspiel in einem Aufzug[10] (1789)
- Dramaturgische Blätter, 6 Bände
- Dramatische Gemählde[11] (1791)
- Operette Die Harfe (1793)
- Cantate bey der Todesfeyer Sr. Hochf. Durchlaucht Carl Ludwig, Erbprinzen von Baden (1802)
- 23. Dezember: Uraufführung der Oper Jephthas Gelübde in 3 Aufzügen mit Ballett von Giacomo Meyerbeer, Libretto von Schreiber, am Hoftheater München mit mäßigem Beifall. (1812)
- Aufführung des Einakter Des Kriegers Heimkehr (3. Juli 1814)
- Festspiel Die Aufhebung der Leibeigenschaft (1828)

### Sachbücher

#### Philosophie
- Die Unsterblichkeit, eine Skizze. 1788.[12]
- Lehrbuch der Aesthetik[13] (1809) GoogleBook

#### Geschichte
- Lebensbeschreibung Karl Friedrichs, Großherzogs von Baden[14] (1811)
- Vaterländischen Blätter, Miscellen aus dem Gebiete der Geschichte und der Cultur[15] (1812)
- Badische Geschichte, Lehrbuch für die Mittelschulen (1817)
- Die Verdienste des Hauses Baden um das östreichische Kaiserhaus[16] (1819)

#### Reise- und Naturbeschreibungen
- Bemerkungen auf einer Reise von Straßburg an die Ostsee (2 Teile, anonym)[17][18] (1793/94)
- Streifereien durch einige Gegenden Deutschlands[19] (1795)
- Malerische Ansichten des Rheins von Mainz bis Düsseldorf, Wilmans: Frankfurt am Mayn 1806
- Voyage pittoresque sur le Rhin depuis Mayence jusqu'à Dusseldorf. Wilmans, Frankfurt 1807; urn:nbn:de:hbz:061:1-73571
- Baden im Großherzogthum mit seinen Heilquellen und Umgebungen neu beschrieben[20] (1811)
- Heidelberg und seine Umgebungen, historisch und topographisch beschrieben[21] (1811)
- Anleitung den Rhein und die Mosel und die Bäder des Taunus zu bereisen (1812)
- Aachen, Spaa und Burtscheid: Handbuch für Fremde, Einheimische und Curgäste[2] (1824)
- Handbuch für Reisende am Rhein, von Schafhausen bis Holland, in die schönsten anliegenden Gegenden und an die dortigen Heilquellen. 1818; archive.org.
- Vollständiges Handbuch für Reisende in der Schweiz, Tyrol, Salzburg, durch Würtemberg und Bayern[22]

#### Sonstige
- Deutsche Beyspielsammlung für Schulen zur Bildung und Veredlung des Geschmacks[23] (1796)

### Lyrik und Prosa

#### Roman, Drama, Novelle
- Kleine Aufsätze[24] (1786)
- Scenen aus Fausts Leben[25] (1792)
- Launen, Erzählungen und Gemählde[26] (1793)
- Wollmar[27] (1794)
- Die Verschwörung gegen Venedig[28] (1794)
- Reise meines Vetters auf seinem Zimmer[29] (1797)
- Adelheid von Messina[30] (1802)
- Gemählde der Kindheit und des häuslichen Glücks[31] (1803)
- Eichenblätter[32] (1814)
- Satire Comoedia divina[15] (1807)

#### Gedichte
- Gedichte von Schnee (1790)
- Blätter dem Genius der Zeit geweiht[33] (1794)
- Gedichte von Ulrich von Hutten und einigen seiner Zeitgenossen[34] (1810)
- Gedichte und Erzählungen[35] (1812)
- Herbstrosen[36] (1815)
- Rhapsodien u. a. Gott und die Natur vertont von Giacomo Meyerbeer
- Der Bramin. In: Karl Heinrich Ludwig Pölitz: Das Gesammtgebiet der teutschen Sprache, nach Prosa, Dichtkunst und Beredsamkeit, theoretisch und practisch dargestellt. 1825, S. 343; books.google.de

#### Sammlung
- Der Waldbruder im Eichthale[37] (1794)
- Launen und Träume eines Mannes der weder Kosmopolit noch Spiessbürger ist[38] (1795)
- Romantische Erzählungen[39] Bdch. 1–2 (1795)
- Stunden meiner Einsamkeit. Aufklärern und Obscuranten[40] (1799)
- Sagen aus den Gegenden des Rheins und des Schwarzwaldes. 1819; 2. Auflage: 1829; archive.org.
- Sagen aus den Gegenden des Rheins und des Schwarzwaldes und den Vogesen. 1839; archive.org, 1848.

### Weitere Werke
- Gebetbuch des Königs von Preußen
- Betrachtungen für den teutschen Bürger, durch die gegenwärtigen Zeitumstände veranlasst (1792)
- Scenen aus den letzten Tagen Marien Antoinettens von Frankreich (1794)
- Die Verfassung von Rom zur Zeit der Republik nebst einer Parallele zwischen der altrömischen und neufränkischen Republik (1794)
- In der Leipziger Monatsschrift für Damen 1794: Ueber die Schwatzhaftigkeit der Frauenzimmer (aus dem Englischen, Band 5, S. 112 ff.); Lebenswerth (Gedicht, 5, S. 128 f.); Das Mädchen im Frühlinge (Gedicht, 5, S. 130 f.); Das Mitleid (nach Mistress Barbauld 6, S. 205 ff.); Klage einer Nonne (Gedicht, 6, S. 209); Burg Windegg (Gedicht, 6, S210ff.); Mädchenlehren (Gedicht, 6, Sf.); Eine Geschichte vergangener Zeit (7, S. 3 ff.); Schreiben auf einer Reise nach Ermenonville (9, S. 203 ff.); An die Natur (Gedicht 10, S. 70 ff.); Dankbarkeit aus Mutterliebe (Gedicht 10, S. 72 ff.)
- Der Pilger, ein Seitenstück zum Waldbruder im Eichthale (1796)
- Anleitung den Rhein von Schaffhausen bis Holland, die Mosel von Coblenz bis Trier, die Bäder am Taunus, das Murgthal, Neckarthal und den Odenwald zu bereisen (1812, 1818 ins Englische übersetzt)
- Das Goldwaschen bei Karlsruhe. – Zeitgenössische Darstellung des Goldwaschens (1820)
- Trachten, Volksfeste und Charakteristische Beschäftigungen im Großherzogtum Baden in XII malerischen Darstellungen und mit historisch-topographischen Notizen begleitet. (1820) (Heft 1. Herder-Verlag, Freiburg); Nachdruck 1978, ISBN 3-451-18349-8
- Damen-Bibliothek (1827); archive.org.
- Gemählde der Kindheit und des häuslichen Glücks / von Aloys [Wilhelm] Schreiber. Schreiner, Düsseldorf 1803; urn:nbn:de:hbz:061:1-2643.